# Fasova, Volodarsk-Volînskîi
Fasova (în ucraineană Фасова) este localitatea de reședință a comunei Fasova din raionul Volodarsk-Volînskîi, regiunea Jîtomîr, Ucraina.

## Demografie
Componența lingvistică a localității Fasova
     Ucraineană (97,85%)
     Rusă (1,61%)
     Alte limbi (0,54%)
Conform recensământului din 2001, majoritatea populației localității Fasova era vorbitoare de ucraineană (97,85%), existând în minoritate și vorbitori de rusă (1,61%).